# 말은 삼각, 마음은 사각
〈말은 삼각, 마음은 사각〉 (言葉はさんかく こころは四角 고토바와산카쿠 고코로와시카쿠[*])은 일본의 록 밴드 쿠루리의 19번째 싱글이다. 스피드스타 레코드를 통해 2007년 7월 25일에 발매되었으며, 7번째 정규 음반 《Tanz Walzer》에 수록되어 있다.

## 제작
타이틀곡은 영화 《마을에 부는 산들바람》의 주제가이다. 이 영화의 감독인 야마시타 노부히로는 쿠루리가 이전에 음악을 담당한 영화 《리얼리즘 여관》의 감독이기도 하다.
주제가로 사용될 예정이었기 때문에 음반 녹음이 시작하고 얼마 지나지 않아 곡을 녹음했다. 싱글로는 음반 발매 후 영화 개봉과 거의 같은 시기에 발매했다. 싱글 버전에서는 현악기로 편곡된 버전이 수록되었다.
첫회한정판에는 빈에서의 녹음 작업을 촬영한 다큐멘터리 DVD가 포함되어 있다.

## 뮤직 비디오
영화 장면을 편집한 영상이 뮤직 비디오로 사용되었다.

## 수록곡
1. 말은 삼각, 마음은 사각 (言葉はさんかく こころは四角)
2. Wien 5
3. Blue Naked Blue